# Bárczay János (országgyűlési képviselő)
Bárczay János (Abaújkér, 1900. július 20. – Budapest, 1985. július 27.) magyar földbirtokos, szolgabíró, gazdasági főtanácsos, országgyűlési képviselő.

## Élete
1900-ban született Abaújkéren, református vallásban. Családja a 13. századig vezette vissza a történetét, egy olyan, Árpád-kori főnemesig, aki a családnevét az Abaúj vármegyei Bárca település után vette. Nemességüket – a családi hagyomány szerint – Zsigmond királytól kapták 1421-ben; több Abaúj megyei birtok és kastély egészen a 20. századig megszakítás nélkül a család birtokát képezte.
Ő maga a középiskoláit a miskolci katolikus főgimnáziumban végezte, majd a kassai és a miskolci jogakadémián hallgatott jogot, államtudományi doktori oklevelét pedig végül a budapesti tudományegyetemen szerezte meg. Közben egy ideig hallgatója volt a debreceni gazdasági akadémiának is. 1918 márciusában mint önkéntes, bevonult a volt 12. közös huszárezredhez, majd a tiszti iskola elvégzése után megkezdte csapatszolgálatát. Az őszirózsás forradalom kitörésekor szerelt le, mint tartalékos zászlós.
Tanulmányai lezárását követően közigazgatási pályára lépett, szolgálatát 1921-ben mint szolgabíró kezdte meg Borsod vármegyében. Később alispáni titkár lett, ám 1924-ben megvált a vármegyei szolgálattól és helyette átvette családja abaújkéri birtokának vezetését. Egyúttal viszont bekapcsolódott a vármegyei közéletbe is, és komolyabban kezdett foglalkozni mezőgazdasági, pénzügyi és közigazgatási problémákkal. Elnöke lett az Országos Magyar Faiskolai Szövetségnek, e minőségében ő készítette el a faiskolai törvény tervezetét, amely törvényes alapokra helyezte a hazai faiskolák működését, és amit a hegyközségi törvényben is alkalmaztak.
1933-ban az országos politikába is bekapcsolódott, mivel a gróf Hadik János halálával megüresedett tornai országgyűlési képviselői posztra őt jelölte a Nemzeti Egység Pártja (NEP) és egyhangú választással el is nyerte a mandátumot. 1935-ben, több ezres szavazattöbbséggel a gönci kerületben erősítette meg pozícióját, 1939-ben pedig ugyanott, de már a NEP utódpártjaként működő Magyar Élet Pártja színeiben nyert újból mandátumot.
Publicisztikai munkássága is említést érdemel; főszerkesztője volt a Kassán megjelenő Felvidéki Ujság című napilapnak, ahol főleg mezőgazdasági, pénzügyi és közigazgatási témákkal foglalkozott. Kivette részét az egyházi közéletből is: az abaúji református egyházmegye tanácsbírája, illetve a johannita rend lovagja volt. Beválasztották Abaúj-Torna vármegye törvényhatósági bizottságába; díszpolgárrá választották Göncön, valamint a környező kisebb falvak közül Simán, Gibárton és Kovácsvágáson. 